# Paul Aubert (hispanista)
Paul Aubert es un historiador e hispanista francés.

## Biografía
Nació en 1948. Discípulo de Manuel Tuñón de Lara es catedrático de Literatura y Civilización española contemporáneas en la Universidad de Aix-Marsella, Fue catedrático asociado en las Universidades de Madrid, Barcelona, Túnez y Nápoles. Es diplomado de Ciencias Políticas, profesor "agrégé" de Español, doctor de Estudios Ibéricos, Docteur d'État-ès-Lettres, HDR en Historia.  
Fue director de estudios de la Casa de Velázquez, en Madrid (1991-1997) Fue  tras estudiar allí durante un año en 1987-1988.
Dirige el "Bulletin d'Histoire Contemporaine de l'" que fundó en 1985 con Jean-Michel Desvois. Fue responsable en la UMR Telemme (CNRS-Univ. Aix-Marseille) del programa "Culture politique, transferts culturels, imaginaires nationaux en Europe méridionale".
Su obra, dedicada al estudio del fenómeno global de los intelectuales en la España contemporánea, se caracteriza  por la voluntad de conocer las interacciones entre los distintos fenómenos de un mismo contexto histórico, desde la pluridisciplinariedad y el enfoque mediterráneo comparado (transferencias e intercambios culturales, influencias recíprocas, imaginarios nacionales y transnacionales etc.). No olvida, sin embargo, estudiar la realidad antes de interesarse por su representación.
Es autor de trabajos sobre la historia política y cultural de la España contemporánea y de libros como "La presse espagnole et son public (1914-1918)", (Thèse de Doctorat d’Etudes Ibériques et Ibéro-américaines, Univ. Pau, 1983), "Les Espagnols et l’Europe (1890-1939)" (Toulouse, PUM, 1992), "Manuel Azaña et son temps" (con Jean-Pierre Amalric), (CNRS-GDR 30-Casa de Velázquez-Ville de Montauban, 1993), "Machado hoy, 1939-1989" (dir.) (Madrid, Casa de Velázquez-Fundación Antonio-Machado, 1994), "Les intellectuels espagnols et la politique dans le premier tiers du XXe siècle", Thèse de Doctorat d’État, dir. Joseph Pérez, Univ. Bordeaux III, (Lille, ANRT, 1996), "La Novela en España (siglos XIX y XX), éd., (Madrid, Casa de Velázquez, 2001), "Religión y sociedad en España. Siglos XIX y XX, dir. (Madrid, Casa de Velázquez, 2002).[cita requerida] La frustration de l’intellectuel libéral. Espagne, 1898-1939 (Éditions Sulliver, 2010) —su tesis doctoral reelaborada—, y Nidos de espías. España, Francia y la Primera Guerra Mundial, 1914-1919 (Alianza, 2014), junto a Eduardo González Calleja, entre otras.